# Пармон Валентин Миколайович
Валентин Миколайович Пармон (18 квітня 1948 року, Бранденбург, Німецька Демократична Республіка) — радянський та російський хімік, доктор хімічних наук. Спеціаліст в області каталізу, фотокаталізу та хімічної кінетики.